# Гастон Башляр
Гастон Башляр (27 червня 1884 — 16 жовтня 1962) — французький філософ, дослідник психології художньої творчості, дослідник поетичних текстів.

## Життєпис
Народився у містечку Бар-сюр-Об, навчався у місцевому коледжі, потім викладав у колежі Сезанн. З 1903 до 1905 року працював поштовим робітником у м. Реміремоне, а з 1907 до 1909 служив в армії телеграфістом.
З 1907 року проживав у Парижі. Тут він захопився точними науками. У 1912 році став ліценціатом з математики, сподіваючись зробити кар'єру інженера. Та планам зашкодила Перша світова війна. Роки війни Башляр провів на фронті, а у 1920 році був нагороджений Військовим хрестом Франції.
Не отримавши традиційної філософської освіти Башляр став викладати. Після захисту ним магістерської дисертації у 1922 році, його запросили на посаду викладача з філософії, фізики та хімії у колеж рідного міста Бар-сюр-Об, а з 1927 року він стає доктором філософії у Сорбонні. З 1940 до 1945 року Гастон Башляр займав професорську посаду у Сорбонні (на кафедрі історії та філософії науки).

## Філософія
За способом мислення Башляра вважають раціоналістом. Він все життя намагався оновити раціоналізм, зробити його динамічнішим та гнучкішим.
Творчість цього філософа важно віднести до якогось конкретного напряму філософії. Одна з головних думок — цілісність людської діяльності. Він вважав, що поетична уява не похідна, а основна сила людської природи — сила природна та матеріальна.
Башляр стверджував: для того, щоб зрозуміти людину, потрібно дізнатися про її уяву та мрії. Для Башляра було важливо створення «фізики уяви», яка спиралась би на асоціації, які йдуть від предмета. Головна умова «матеріальної уяви» — співпереживання та залученість. Відсутність уяви, за Башляром, така сама хвороба, як і психичний розлад.
Філософ вважав, що психоаналіз повинен зосереджуватися не на минулому, а на майбутньому, не на труднощах формування особистості, а на формуванні її знову.

### Філософія науки
Гастон Башляр насамперед цікавився філософськими основами природничих наук. Свої перші праці з цієї проблематики він почав публікувати на рубежі 1920-1930-х років. Його філософським дебютом стало дослідження «Нарис про приблизне пізнання» («Essai sur la connaissance approchée», 1928). Згодом з'явилися такі праці, як «Новий науковий дух» («Le nouvel esprit scientifique», 1934) і «Становлення наукового духу: нотатки з психоаналізу об'єктивного пізнання» («La formation de l'esprit scientifique: contribution à une psychanalyse de la connaissance objective », 1938). Вже у довоєнних книгах Башляра помітний вплив школи Анрі Бергсона і психоаналізу, а також наукового конструктивізму.
У своїх подальших роботах, таких, як «Прикладний раціоналізм» («Le Rationalisme appliqué», 1949) і «Раціональний матеріалізм» («Le matérialisme rationnel», 1953) Башляр продовжив систематичний аналіз філософських проблем природознавства, сконцентрувавшись на проблемі наукової творчості та аналізі основних понять сучасної науки.

### Психоаналіз стихій
Іншою важливою складовою філософської спадщини Башляра є його п'ятитомне дослідження про психоаналітичне значення для уяви людини образів класичних «матеріальних стихій». Початок цьому дослідженню було покладено Башляром ще 1938 року в невеликому дослідженні «Психоаналіз вогню» («La psychanalyse du feu»). Пізніше з'явилися «Вода і мрії» («L'eau et les rêves», 1942), «Повітря і сновидіння» (у російській перекладі робота названа «Мрії про повітря», «L'air et les songes», 1943), двотомник, присвячений образам землі - «Земля і мрії про спокій» («La terre et les rêveries du repos», 1946) і "Земля і мрії волі» («La terre et les rêveries de la volonté», 1948). Ці дослідження проведено Башляром із залученням найширшого літературного, історико-філософського та наукового матеріалу.

### Психологія творчості
Роботи Башляра, присвячені різним аспектам філософії та психології мистецтва та художньої творчості та осягнення людиною простору розвивають його методологію, викладену при дослідженні стихій. Великий вплив на ці дослідження філософа зробила феноменологічна школа. Особливо часто посилаються на таку роботу Башляра, як «Поетика простору» («La poétique de l'espace», 1958), в якій Башляр аналізує образи будинку, горища, скриньки, скрині, гнізда, раковини як виразних форм, що описують той чи той феноменологічний досвід простору, а також дослідження «Полум'я свічки» («La flamme d'une chandelle», 1961), присвячене споглядання полум'я свічки або лампи.

## Значення доробку Башляра
В історії філософії мало знайдеться особистостей з такими різнобічними інтересами, як у Башляра. Його інтерпретація як поетичних текстів, так і природничо-наукових теорій мала суттєвий вплив на подальший розвиток гуманітарних наук і епістемології. Зокрема, діяльність Башляра стала одним з орієнтирів для таких видатних дослідників науки і мистецтва, як Ролан Барт, Мішель Фуко, Жан Старобінскі.

## Основні твори
- Essai sur la connaissance approchée, thèse principale, Paris, Vrin, 1927 ISBN 2-7116-0042-4
- Étude sur l'évolution d'un problème de physique. La propagation thermique dans les solides, Paris, Vrin, 1927 ISBN 2-7116-0043-2
- La Valeur inductive de la relativité, Paris, Vrin, 1929 ISBN 2-7116-8004-5
- Le Pluralisme cohérent de la chimie moderne, Paris, Vrin, 1929 ISBN 2-7116-0044-0
- L'Intuition de l'instant. Étude sur la Siloë de Gaston Roupnel, Paris, Stock, 1932 ISBN 2-253-94197-2
- Les Intuitions atomistiques : essai de classification, Boivin, 1933 (rééd. Vrin)
- Новий науковий дух / Le Nouvel Esprit scientifique, Alcan, 1934 ISBN 2-13-054249-2
- Діалектика тривалості / La Dialectique de la durée, Boivin, 1936 ISBN 2-13-054961-6
- L'Expérience de l'espace dans la physique contemporaine, Alcan, 1937
- Формування наукового розуму / La Formation de l'esprit scientifique. Contribution à une psychanalyse de la connaissance objective, Paris, Vrin, 1938 ISBN 2-7116-1150-7
- Психоаналіз вогню / La Psychanalyse du feu, Paris, Gallimard, 1938 ISBN 2-07-032325-0
- Лотреамон / Lautréamont, José Corti, 1939 (nouvelle édition 1951) ISBN 2-7143-0124-X
- La Philosophie du non : essai d'une philosophie du nouvel esprit scientifique, PUF, 1940 ISBN 2-13-054984-5
- Вода і мрії. Есе про уяву матеріального / L'Eau et les rêves : Essai sur l'imagination de la matière, José Corti, 1941 ISBN 2-253-06099-2
- L'Air et les Songes : Essai sur l'imagination du mouvement, José Corti, 1943 ISBN 2-253-06100-X
- La Terre et les Rêveries du repos, José Corti, 1946 ISBN 2-7143-0299-8 et ISBN 2-7143-0876-7
- La Terre et les Rêveries de la volonté, José Corti, 1948 ISBN 2-7143-0823-6
- Прикладний раціоналізм / Le Rationalisme appliqué, PUF, 1949, ISBN 2-13-054442-8
- Paysages. Étude pour quinze burins d'Albert Flocon, PUF, 1950
- Раціоналістична діяльність та сучасна фізика / L'Activité rationaliste de la physique contemporaine, PUF, 1951 ISBN 2-13-028523-6
- Lettres à Louis Guillaume (1951-1962), La Part commune, 2009 ISBN 2-84418-151-1
- Раціональний матеріалізм / Le Matérialisme rationnel, PUF, 1953 ISBN 2-13-056285-X
- Поетика простору / La Poétique de l'espace, PUF, 1957 ISBN 2-13-054444-4
- Поетика мріяння / La Poétique de la rêverie, PUF, 1960 ISBN 2-13-054950-0
- Полум'я свічки / La Flamme d'une chandelle, PUF, 1961 ISBN 2-13-053901-7
- Право мріяти / Le Droit de rêver, posthume, PUF, 1970 (préfaces, articles, études, de 1939 à 1962) ISBN 2-13-056363-5.
- L'Engagement rationaliste, posthume, Paris, PUF, 1972.
- Épistémologie, textes choisis par Dominique Lecourt, PUF, 1972 ISBN 2-13-044684-1.
- Études (« Noumène et microphysique », « La Critique du concept de frontière épistémologique », « Idéalisme discursif », « Lumière et substance » et « Le monde comme caprice et miniature »), Vrin, 1972 ISBN 2-7116-0046-7.
- Фрагменти поетики вогню / Fragments d'une Poétique du Feu, posthume, édité par Suzanne Bachelard, PUF, 1988 ISBN 2-13-041454-0.

## Нагороди
- Орден Почесного легіону. 1951 рік.
- Почесний професор Сорбонни.1954 рік.
- Лауреат Гран-прі в галузі літератури. 1961 рік.

## Переклади українською
- Гастон Башляр. Фрагменти поетики вогню. Пер. з фр. Р.В. Мардера. – Харків: "Фоліо", 2004. – 143 с. ISBN 966-03-2259-3